# Сосновское (сельское поселение, Удмуртия)
Сосновское — упразднённое муниципальное образование со статусом сельского поселения в Шарканском районе Удмуртии Российской Федерации.
Административный центр — село Сосновка.
Законом Удмуртской Республики от 28 апреля 2021 года № 36-РЗ упразднено в связи с преобразованием Шарканского района в муниципальный округ.

## История
Статус и границы сельского поселения установлены Законом Удмуртской Республики от 13 апреля 2005 года № 11-РЗ «Об установлении границ муниципальных образований и наделении соответствующим статусом муниципальных образований на территории Шарканского района Удмуртской Республики».

## Население
| 2010 | 2012 | 2013 | 2014 | 2015 | 2016 | 2017 |
| ---- | ---- | ---- | ---- | ---- | ---- | ---- |
| 883  | ↘875 | ↘869 | ↘851 | ↘834 | ↘815 | ↘807 |
| 2018 | 2019 | 2020 |      |      |      |      |
| ↗811 | ↘783 | ↘768 |      |      |      |      |

## Состав сельского поселения
| № | Населённый пункт | Тип населённого пункта       | Население |
| - | ---------------- | ---------------------------- | --------- |
| 1 | Дэмен            | починок                      | ↘35       |
| 2 | Липовка          | деревня                      | ↗22       |
| 3 | Нырошур          | деревня                      | ↘79       |
| 4 | Сосновка         | село, административный центр | ↗669      |
| 5 | Табанево         | деревня                      | ↘70       |